# Đurđa Adlešič

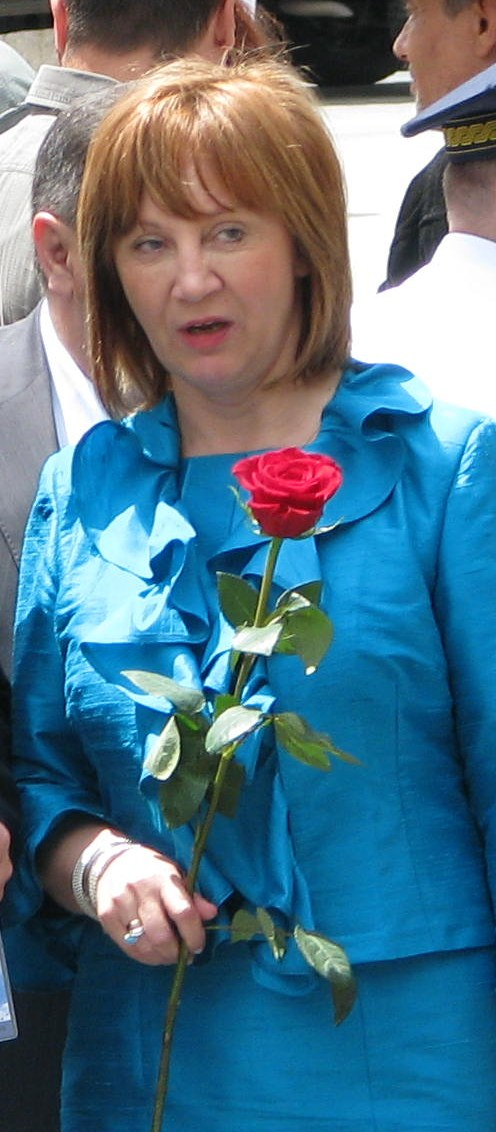
Đurđa Adlešič (2009)

Đurđa Adlešič (* 18. April 1960 in Bjelovar) ist eine kroatische Politikerin. Sie war Vizevorsitzende der kroatischen Regierung und Vorsitzende der HSLS. Sie ist außerdem die ehemalige Bürgermeisterin der Stadt Bjelovar.

## Karriere
Aufgewachsen ist sie in dem Dorf Tomaš, in der Nähe von Bjelovar. Nachdem sie das Gymnasium in Bjelovar mit pädagogischer Ausrichtung erfolgreich besucht hatte, studierte sie Komparatistik, Philosophie und Kroatische Sprache an der philosophischen Fakultät in Zagreb.  Seit 1990 beteiligt sie sich aktiv an der Politik und ist eine der Gründerinnen der HSLS in Bjelovar. Bei den Wahlen 1995 wurde sie zur Stellvertreterin im Parlament gewählt und arbeitete aktiv im Ausschuss für Familie, Jugend und Sport sowie im Ausschuss für Kriegsveteranen. Sie war außerdem in der Kommission zur Feststellung der Kriegsverluste.

## Privates
Adlešič ist verheiratet und hat zwei Kinder. Sie hat sich früher mit Journalismus beschäftigt und ist eine der Begründerinnen des regionalen unabhängigen Wochenblattes "Naše vrijeme" gewesen.